# Isabelle van Keulen
Isabelle van Keulen (Mijdrecht, 16 december 1966) is een Nederlandse violiste en altvioliste.
Van Keulen volgde haar opleiding o.a aan het Sweelinck Conservatorium in Amsterdam waar zij lessen volgde bij Davina van Wely en daarna in Salzburg aan het Mozarteum waar haar leraar Sandor Vegh was. In 1983 won ze zilveren medaille op het 'Yehudi Menuhin Concours' in Folkestone, in mei 1984 won zij het Eurovisie Concours voor Jonge Musici (Concours Eurovision des Jeunes Musiciens), dat plaatsvond in Genève. Sindsdien heeft zij samengewerkt met dirigenten als Riccardo Chailly, Colin Davis, Neville Marriner, Valery Gergiev en Marcello Viotti. Zij was artistiek directeur van het Delft Chamber Music Festival van 1997 tot 2006. In februari 2007 trad van Keulen toe tot het Leopold String Trio. Vanaf 2009 tot 2012 was ze artistiek directeur van het Norwegian Chamber Orchestra. Sinds september 2012 is zij professor aan de Hochschule Luzern, Zwitserland, voor viool, altviool en kamermuziek. Van Keulen bespeelt een Guarneri del Gesù-viool uit 1734, de ex-Novello.
Sinds 2012 is Van Keulen jurylid in het AVROTROS-programma Maestro op NPO 1, waarin bekende Nederlanders een orkest dirigeren.
Isabelle van Keulen heeft een uitgebreid repertoire van viool- en altvioolconcerten en kamermuziek. Tot haar favoriete stukken rekent zij het Quatuor de la fin du temps van Olivier Messiaen, dat zij met verschillende ensembles heeft uitgevoerd.